# Cencio Mantovani
Vincenzo Cencio Mantovani (17 de outubro de 1941 — 21 de outubro de 1989) foi um ciclista italiano que competia em provas de ciclismo de estrada e pista.
Como um ciclista amador, ele competiu nos Jogos Olímpicos de 1964 em Tóquio, onde ganhou uma medalha de prata na prova de perseguição por equipes, juntamente com Franco Testa, Carlo Rancati e Luigi Roncaglia.
Tornou-se profissional em 1966 e competiu até o ano de 1969, mas com pouco sucesso.